# Nikole Beckwith
Pour les articles homonymes, voir Beckwith.
Nikole Beckwith est une réalisatrice, actrice, scénariste, artiste et dramaturge américaine.
Elle joue également avec différents groupes et chante sur le disque Sing! (2005) de Tiger Saw et « The Look South » (2006) de Sam Rosen.

## Biographie
Nikole Beckwith grandit à Newburyport, dans le Massachusetts. Dès l'âge de 16 ans, elle fréquente la Sudbury Valley School à Framingham, au Massachusetts. Pendant son séjour dans le Massachusetts, Nikole Beckwith s'implique dans des communautés de théâtre, de musique et des arts. En 2004, elle est la plus jeune récipiendaire du prix Johnson pour l'excellence et les contributions aux arts dans la vallée de Merrimack. Elle est l'auteur d'un court recueil de poèmes, Rhymes With Blue, qui est publié en édition limitée par Independent Submarine en 2001.
En 2006, elle déménage à New York. Nikole Beckwith est trois fois championne du Manhattan Monologue Slam et est actuellement membre du groupe de dramaturges YoungBlood de l'Ensemble studio Theatre et The Striking Viking Story Pirates.

## Carrière

### Film
Elle écrit et réalise le long métrage Dix-sept Ans de captivité (Stockholm, Pennsylvania) dont le sujet est une jeune femme qui retourne chez ses parents biologiques après avoir vécu avec son ravisseur pendant dix-sept ans. Il est présenté en avant-première au Sundance Film Festival 2015. Le film est acquis par Lifetime et diffusé sur leur chaîne de télévision le 2 mai 2015. Son scénario Dix-sept Ans de captivité (Stockholm, Pennsylvania) remporte une bourse Nicholl en scénarisation en 2012,. Elle écrit deux épisodes de la deuxième série de la série Youtube Original Impulse en 2019.
Beckwith écrit et réalise le film Together Together sur un jeune solitaire qui devient la mère porteuse d'un homme dans la quarantaine. Le film fait sa première mondiale dans la section Compétition dramatique américaine du Festival du film de Sundance le 31 janvier 2021. Le 23 avril 2021, le film a une sortie limitée. .

### Théâtre
Nikole Beckwith écrit plusieurs pièces de théâtre. Ses pièces incluent Everything Is Ours, Imagine My Sadness, Stockholm, Pennsylvania et Untitled Matriarch Play (Or Seven Sisters). Beckwith écrit également de nombreuses pièces de théâtre courtes, dont How it Tastes, Have Your Cake et Nice Place to Visit, commandée par Old Vic New Voices.

## Vie privée
Beckwith partage son temps entre le Massachusetts et Los Angeles.